# Petar Stoichev
Petar Stoichev (Bulgaria, 24 de octubre de 1976) es un nadador búlgaro retirado especializado en pruebas de larga distancia en aguas abiertas, donde consiguió ser medallista de bronce mundial en 2003 en los 25 km en aguas abiertas.

## Carrera deportiva
- En el Campeonato Mundial de Natación de 2003 celebrado en Barcelona (España), ganó la medalla de bronce en los 25 km en aguas abiertas, con un tiempo de 5:02.20.6 segundos, tras el ruso Jurij Kudinov  (oro con 5:02:20.0 segundos) y el español David Meca (plata con 5:02:20.4 segundos).

- Dos años después, en el Campeonato Mundial de Natación de 2005 celebrado en Montreal ganó dos medallas de bronce, en los 10 kilómetros y 25 kilómetros, con unos tiempos de 1:46:50,4 y 5:00:28 segundos, respectivamente.

- Y en el Campeonato Mundial de Natación en Aguas Abiertas de 2010 celebrado en Roberval (Canadá) ganó de nuevo el bronce en los 25 kilómetros, con un tiempo de 5:33:50 segundos, tras el estadounidense Alexander Meyer y el italiano Valerio Cleri.